# Szachowskaja
Szachowskaja (ros. Шаховская) – osiedle typu miejskiego w Rosji, w obwodzie moskiewskim, 154 km od Moskwy. W 2020 liczyło 10 499 mieszkańców.
Znajduje się tu stacja kolejowa Szachowskaja, położona na linii Moskwa - Siebież. Jest to stacja końcowa moskiewskich pociągów podmiejskich.